# سامولی کیویمکی
سامولی کیویمکی (انگلیسی: Samuli Kivimäki؛ زادهٔ ۹ اوت ۱۹۸۸) بازیکن هاکی روی یخ اهل فنلاند است.
او پیش از این به صورت حرفه‌ای در لیگا (لیگ هاکی روی یخ فنلاند) برای تیم‌های لوکو، ایلوس و واسان اسپورت بازی می‌کرد.